# اینسپور
اینسپور (انگلیسی: Inspur) شرکت رایانه‌ای چینی است، که در سال ۱۹۴۵ تأسیس شد.

## تاریخچه
شرکت اینسپور در شاندونگ تأسیس شد، اما در اوایل دهه ۲۰۰۰ مرکز بازاریابی خود را به پکن منتقل کرد و فعالیت خود را به سطح ملی گسترش داد.
در سال ۲۰۰۵، مایکروسافت ۲۰ میلیون دلار در این شرکت سرمایه‌گذاری کرد. اینسپور چندین توافقنامه را با مجازی‌سازی توسعه‌دهنده نرم‌افزار وی‌ام‌ویر در زمینه تحقیق و توسعه فن‌آوری‌های پردازش ابری و محصولات مرتبط اعلام کرد. در سال ۲۰۰۹، اینسپور تسهیلات تحقیقاتی و توسعه مبتنی بر xi را به ارزش ۳۰ میلیون یوان چین (حدود ۴ میلیون دلار) کسب کرد.
در سال ۲۰۱۱ شرکت نرم‌افزار شاندونگ اینسپور و شرکت اطلاعات الکترونیک اینسپور و اینسپور (شاندونگ)، شرکت اطلاعات الکترونیکی (شاندونگ)، یک سرمایه‌گذاری مشترک رایانش ابری با یکدیگر ایجاد کردند.

## تحریم‌های ایالات ‌متحده
در ژوئن ۲۰۲۰، وزارت دفاع آمریکا فهرستی از شرکت‌های چینی که در آمریکا فعال هستند را منتشر کرد. در نوامبر ۲۰۲۰، دونالد ترامپ یک حکم اجرایی را صادر کرد که هر شرکت آمریکایی یا فردی را از داشتن سهام در شرکت‌هایی که وزارت دفاع آمریکا آنها را مرتبط با ارتش آزادی‌بخش چین می‌داند، منع کرد و شرکت اینسپور جزو این دسته از شرکت‌ها بود.